# Ngga Pilimsit
Ngga Pilimsit (tidigare Mount Idenburg) är ett berg på Nya Guinea i Indonesien och är Oceaniens näst högsta med sina 4717 meter.